# Rwandiske franc
Rwandisk franc er den møntfod man benytter i Rwanda. Valutakoden er RWF, og en franc inddeles i 100 centimes. Valutaen blev indført i 1960 og erstattede den Belgisk Congo-franc, som i 1916 erstattede den tidligere Tysk Østafrika-rupi. 
| Artikelstump | Spire Denne artikel om penge eller valuta er en spire som bør udbygges. Du er velkommen til at hjælpe Wikipedia ved at udvide den. |